# Heinrich Kaim

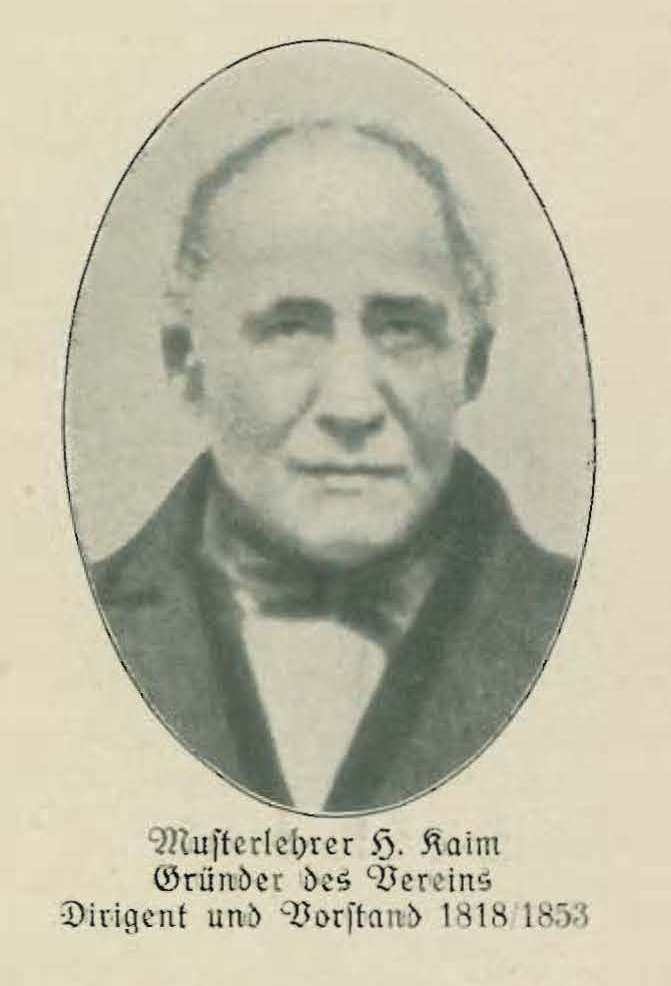
Heinrich Kaim, ca. 1850

Heinrich Kaim (* 2. Oktober 1792 in Steinbach bei Esslingen am Neckar; † 31. März 1874 in Schelklingen) war Musterlehrer in Schelklingen und Gründer des dortigen Liederkranzes.

## Leben
Heinrich Kaim war der Sohn des Handwerkers Andreas Kaim, wohnhaft in Steinbach, und dessen Ehefrau Maria Antonia Baußle. Heinrich Kaim hatte einen älteren Bruder Franz Anton Kaim, Instrumentenmacher von Beruf, verheiratet mit Karoline Christiane Rauch, welcher in Kirchheim unter Teck eine Klavierfabrik eröffnete. Dessen Sohn Franz Kaim (1822–1901) war Pianofortefabrikant in Stuttgart. Des letzteren Sohn Franz Kaim (1856–1935) wiederum war Konzertveranstalter und königlich württembergischer Hofrat.
Heinrich Kaim wurde von seinen Eltern zur Erlernung des Maurerhandwerks bestimmt, was ihm aber nicht behagte; mit 22 Jahren gab er diesen Beruf auf, um Lehrer zu werden. Er ging in die Lehre bei dem Musterlehrer Frey in Steinbach. Nach seiner dreijährigen Lehrzeit wurde er zunächst als Hilfslehrer an verschiedenen Orten tätig und erhielt 1821 eine Anstellung als Stadtlehrer in Schelklingen. Nach einigen Jahren hervorragender pädagogischer und erzieherischer Tätigkeit ernannte ihn die Oberschulbehörde zum „Musterlehrer“ mit der Erlaubnis, junge Männer zum Volksschullehrerberuf auszubilden.
1826 gründete er den „Liederkranz“ in Schelklingen, der erste derartige Verein im Alb-Donau-Kreis. Die „Liederkränze“ waren damals nicht nur Orte der Pflege des Gesanges, sondern auch politische Sammlungsorte demokratisch gesinnter Bürger. Zu seinen Aufgaben als Lehrer gehörte damals auch die Tätigkeit eines Organisten und Mesners in der Stadtkirche und Dirigenten des Kirchenchors. Kaim komponierte auch eigene Gesangsstücke. 1841 verfasste Kaim das musikalische Programm zum 25-jährigen Regierungsjubiläum des württembergischen Königs.
Kaim wurde wegen seiner Leistungen mehrfach offiziell ausgezeichnet: 1862 erhielt er durch königliches Dekret eine Belobigung von 10 Gulden aus der Staatskasse „wegen seiner Auszeichnung durch Bildungsstreben, Sittlichkeit und Amtstreue“. Als er 1866 pensioniert wurde, verlieh ihm der württembergische König die Goldene Zivilverdienstmedaille. Die Stadt Schelklingen ehrte Heinrich Kaim, indem sie die dortige Standortschule in Heinrich-Kaim-Schule umbenannte.
Kaim heiratete am 28. Mai 1822 in Schelklingen Marianna Steinhart (getauft Schelklingen am 6. Dezember 1802, † ebenda am 15. Juli 1874). In der Ehe wurden elf Kinder geboren, darunter als drittes der spätere Lehrer und Musiker in Biberach an der Riß Adolf Kaim und als neuntes Heinrich, welcher ebenfalls Lehrer wurde und seinem Vater in der Leitung des Schelklinger Liederkranzes nachfolgte. Des letzteren Sohn Emil Kaim war ein einflussreicher Zentrumspolitiker und katholischer Priester.